# ディエゴ・ルナ (2003年生のサッカー選手)
ディエゴ・アンヘル・ルナ（Diego Angel Luna, 2003年9月7日 - ）は、アメリカ合衆国カリフォルニア州サニーベール出身のプロサッカー選手。メジャーリーグサッカーのレアル・ソルトレイク所属。ポジションはミッドフィールダー。アメリカ合衆国代表。

## 経歴

### ユース
2015年にサンノゼ・アースクエイクスのユースアカデミーに加入。
2018年からはFCバルセロナがアリゾナ州に創設したユースアカデミーに在籍した。

### エルパソ・ロコモティブFC
2021年4月5日にUSLチャンピオンシップのエルパソ・ロコモティブFCとプロ契約を結んだ。5月8日のニューメキシコ・ユナイテッド戦に出場してプロデビューした。

### レアル・ソルトレイク
2022年6月2日にレアル・ソルトレイクへ完全移籍した。移籍金はUSL記録となる25万ドル。

## 代表歴
2022年のCONCACAF U-20選手権、2023年のFIFA U-20ワールドカップにアメリカ合衆国代表で出場した。
2024年にアメリカ合衆国代表のトレーニングキャンプに初招集され、スロベニアとの親善試合に出場してA代表デビューした。

## 個人成績

### 代表
| アメリカ代表 | 国際Aマッチ | 国際Aマッチ |
| 年           | 出場        | 得点        |
| ------------ | ----------- | ----------- |
| 2024         | 1           | 0           |
| 通算         | 2           | 0           |